# El hombre del sur
"El hombre del Sur" es una historia corta escrita por Roald Dahl originalmente publicada en Collier's en 1948. La cual ha sido adaptada en diversas ocasiones en televisión y cine, contando con una versión de 1960 protagonizada por Steve McQueen y Peter Lorre.

## Sinopsis del argumento
Mientras se encontraba de vacaciones en un resort en Jamaica, el narrador conoce a un hombre sudamericano de avanzada edad llamado Carlos. Pronto se les unirá un joven cadete naval estadounidense, quien presume de la fiabilidad de su mechero. Carlos ofrece apostar su Cadillac al hombre estadounidense a cambio de su meñique izquierdo si lograba que su mechero se encendiera 10 veces seguidas. El americano acepta la puesta,  el narrador acepta actuar como árbitro y guardar la llave del coche, y se dirigen a la habitación de Carlos.
Después de que Carlos encargara a una doncella que les trajera todos los materiales necesarios, ata la muñeca izquierda del estadounidense a la mesa y la apuesta comienza. Después del octavo golpe exitoso, una mujer irrumpe en la habitación y obliga a Carlos a soltar el cuchillo que tenía preparado para cortar el dedo del estadounidense. Ella explica que Carlos está mentalmente trastornado, habiendo jugado tantas veces a este juego en su país de origen que tuvieron que huir para evitar que las autoridades lo metieran en un hospital psiquiátrico. Él había recopilado 47 dedos y perdido 11 coches, pero ya no poseía nada para apostar; ella le había ganado todas sus posesiones hacía tiempo, incluyendo el coche que había afirmado ser de su propiedad. Cuando el narrador le ofrece la llave a la mujer,  esta se retira el guante y extiende una mano en la que únicamente restaban dos dedos.

## Adaptaciones televisivas
Este corto fue grabado como un episodio de Alfred Hitchcock Presents  en 1960 protagonizado por Steve McQueen como el joven jugador, Peter Lorre como Carlos, el hombre que apuesta su coche, y Neile Adams (la mujer real de McQueen) como la mujer que McQueen conoce. Tiene lugar en Las Vegas, Nevada. El coche en si está meramente descrito como un descapotable. Y podemos apreciar que a pesar de que llevara guantes, su dedo índice, corazón, y anular no están. En esta adaptación, forma parte del dramático desenlace cuando esta mujer aparece y aborta la apuesta, el jugador (McQueen) trata de aliviar el estrés de la joven (Adams) encendiéndola el cigarrillo. Sin embargo, el mechero falla cuando se trata de encender para esto, un indicador astuto de cuán estrechamente el jugador se salvó de perder la apuesta. 
Reparto de 1960
- Alfred Hitchcock como el anfitrión.
- Steve McQueen como el jugador.
- Peter Lorre como Carlos.
- Neile Adams como mujer.
- Tyler McVey como el árbitro.
- Marc Cavell como el botones.
- Katherine Squire como la mujer de Carlos.
- Phil Gordon como el barman.

 El episodio se volvió a grabar en 1979 como el primer episodio de serie de antología Tales of the Unexpected de Roald Dahl. En esta versión, el coche era un Jaguar. Al final, la mujer a la mujer le faltaba el meñique y el dedo anular.
Reparto de 1979
- Roald Dahl como el anfitrión.
- Jose Ferrer como Carlos.
- Pamela Stephenson como Cathy.
- Michael Ontkean como el marinero estadounidense.
- Cyril Luckham como Rawlsden.
- Katy Jurado como la mujer misteriosa.

El episodio volvió a ser grabado nuevamente en 1985 para El nuevo Alfred Hitchock Presenta con Steven Bauer haciendo el papel de McQueen's , John Huston como Carlos, y Melanie Griffith (la mujer de Bauer en aquel entonces), Kim Novak, y Tippi Hedren (la madre de Griffith). En esta adaptación, el mechero se prende exitosamente las 10 veces. Pero cuando la mujer entra, la décima llama se apaga, Carlos se sobresalta y deja caer el cuchillo, casi cortándole el dedo al joven. Cuando todo acaba, trata encenderse un cigarrillo y el encendedor falla. Y a la mujer solo le queda el dedo índice izquierdo.
Reparto 1985 
- Alfred Hitchcock como el anfitrión (coloreado en la introducción de 1960).
- John Huston como Carlos.
- Melanie Griffith como la chica.
- Steven Bauer como el jugador.
- Tippi Hedren como el camarero.
- Kim Novak como Rosa.
- Jack Thibeau como Bronson.
- Danny De La Paz como el botones.

## Adaptaciones radiofónicas
En 2009, fue interpretada en la BBC Radio 4 con Andrew Sachs interpretando al anciano siniestro.
En 1949, la historia de Dahl fue adaptada  por June Thomson para un episodio de Radio City Playhouse. La adaptación, titulada "Artículo de coleccionista", divide el tiempo de ejecución de 30 minutos con una adaptación de una historia de Ray Bradbury, titulada "El lago". Poco después de reunirse en el bar, Carlos le ofrece al jugador su Cadillac verde 1948 aparcado afuera. Debido a los gustos de la época, algunos de los detalles más espeluznantes se omitieron en la presentación. El personaje del observador (el "árbitro") se da cuenta de que la mujer es una víctima del jugador, pero no se nos muestran los detalles exactos de las apuestas previas del jugador.
La escena también ha sido parodiada en American Dad!, "Stan's Night Out". Stan Smith apostará su vida y la de otros tres hombres a cambio de arrancar una cortadora de césped diez veces, creyendo que podría hacerlo ya que había visto un programa de televisión que le enseñaba cómo arrancar una cortadora de césped "la primera vez, todas las veces". A pesar de esto, falla en su primer intento.

## Adaptaciones al cine
La historia de Dahl fue adaptada para una escena en 1980 de la película Tamil Ninaithale Inikkum, que involucraba a un millonario y a un joven el cual no podía golpear al cigarrillo en los labios diez veces seguidas sin dejar caer la ceniza. El millonario había apostado su Toyota a cambio del meñique del joven. El joven se las arregló para lograrlo nueve veces seguidas, pero se acobardó y rechazó un décimo intento, por lo que incumplió la apuesta. El cigarrillo se sacudió,de hecho, fue un movimiento característico del icónico actor Tamil Rajinikanth.[cita requerida]
La historia también fue la base para  "El hombre de Hollywood", Quentin Tarantino dirigió una parte de la película  Four Rooms de 1995.  Los personajes en este segmento se desarrollan explícitamente a la adaptación del episodio de Hitchcock de 1960, aunque incorrectamente se refieren al título como "El hombre de Río". En esta versión, el mechero falla en el primer intento y el árbitro -un botones que recibió $ 1,000 por su problema- le corta el dedo y se va rápidamente.
Reparto de 1995 (Four Rooms)
- Quentin Tarantino como Chester Rush, quien propone la apuesta.
- Jennifer Beals como Angela.
- Tim Roth como Ted el botones, quien actúa como árbitro y el manejante del hacha.
- Paul Calderón como Norman, quien acepta apuesta.
- Bruce Willis como Leo .

"Corte", un segmento de la película de 2004 Tres...Extremos (dirigido por Chanwook Parque),  también está inspirado en esta historia.